# I Can See Your Voice
I Can See Your Voice (сокращённо — ICSYV) стилизованное название от I Can See Your Voice: Mystery Music Game Show (кор. 너의 목소리가 보여) — международная франшиза музыкального телевизионного шоу. Основана на оригинальной южнокорейской программе того же названия, которая была первоначально создана корейским телевизионным продюсером Ли Сон Ёном.
Некоторые страны адаптировали данный формат шоу и с 2016 начали вещать собственные версии. Номинирована на 44-ю международную премию «Эмми» в категории «Развлекательные программы без сценария».